# 裴说 (唐朝)
裴说（?—908年），桂州（今广西桂林）人。
早年窘迫，奔走于道路。唐哀帝天祐三年（906年）丙寅科状元，主考官是吏部侍郎薛廷珪。同榜有其弟裴谐。歷官补阙，官終禮部員外郎。天祐四年（907年），裴携眷南下，委居於湖南石首一帶，一年後，再度逃难，病逝於途中。